# Conrad von Preysing

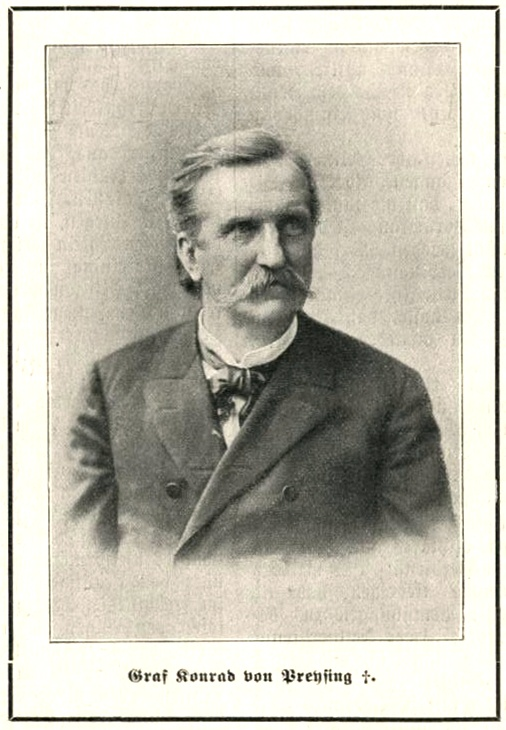
Conrad von Preysing, Foto

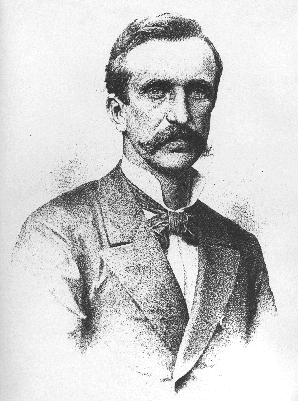
Conrad von Preysing, Zeichnung

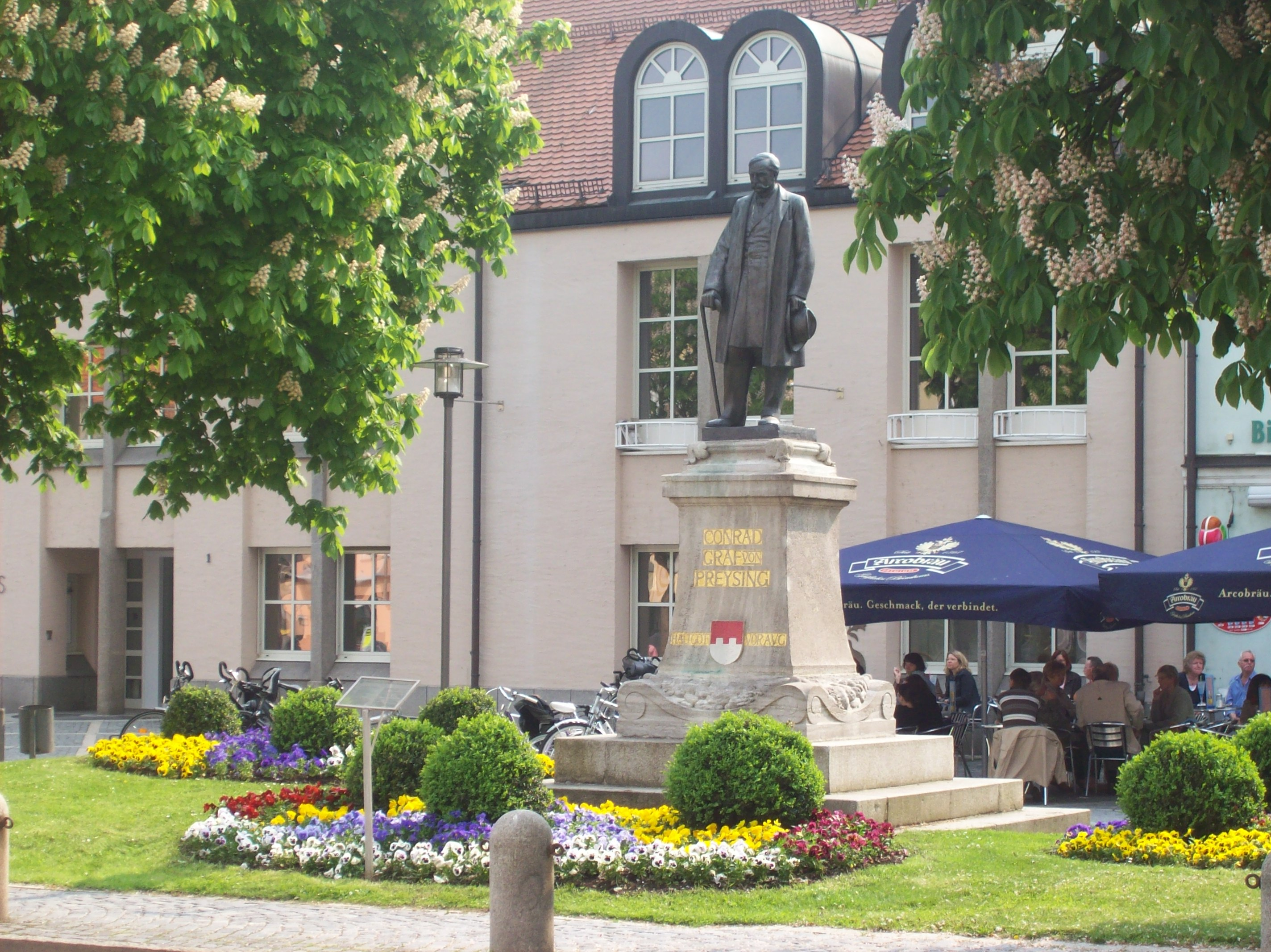
Plattling: Preysing-Denkmal von Georg Busch, 1907 (Neuerrichtung am 19. Mai 1983)

Johann Konrad Friedrich Franz Leopold Konstantin Heribert Graf von Preysing-Lichtenegg-Moos (* 16. März 1843 auf Schloss Zeil, Württemberg; † 6. Juni 1903 in München) war ein deutscher Adliger aus dem Hause Preysing, Abgeordneter im Reichstag und Großkanzler des St. Georg-Ritterordens.

## Leben
Er wurde als Sohn von Maximilian Graf von Preysing (1810–1881) und seiner Ehefrau Anna von Waldburg-Zeil (1821–1849) geboren. Der Bruder seiner Mutter war der bekannte Jesuit und Prediger Georg Ferdinand von Waldburg-Zeil (1823–1866); gleichzeitig war sie eine Cousine des Mainzer Bischofs Wilhelm Emmanuel von Ketteler (1811–1877).
Conrad von Preysing war der Taufpate seines Neffen, des späteren Kardinals Konrad von Preysing (1880–1950).
Preysing besuchte in Mainz das Gymnasium. Nach dem Abschluss seines Studiums an den Universitäten in Bonn und München wurde er Herr auf Schloss Moos in Niederbayern. Von August bis Dezember 1870 diente er im Deutsch-Französischen Krieg.
Bei den ersten Wahlen zum Reichstag 1871 erhielt er im Wahlkreis Niederbayern 2 (Straubing-Landau-Vilshofen) die Mehrheit der Stimmen. Dem deutschen Parlament gehörte er als Abgeordneter der katholischen Zentrumspartei bis 1893 an. Am 22. Januar 1900 gewann er in einer Ersatzwahl den Wahlkreis Niederbayern 5 (Deggendorf) und vertrat diesen Wahlkreis im Reichstag bis zu seinem Tod. Zusammen mit seinem Verwandten, dem „Arbeiterbischof“ Wilhelm von Ketteler setzte Preysing sich im Reichstag für die Belange der katholischen Kirche ein. Auch seiner niederbayerischen Heimat galt stets sein Augenmerk. So geht der Ausbau von Plattling zum Eisenbahnknoten auf seine Überzeugungsarbeit zurück.
In seiner Heimatstadt Plattling trat er als einer ihrer größten Gönner und Wohltäter auf. Nach dem Stadtbrand half er mit finanziellen Zuwendungen maßgeblich beim Wiederaufbau. Auf Preysing geht die Gründung der Freiwilligen Feuerwehr und des Kolpinghauses zurück. Der Stadt stiftete er zudem eine Turnhalle und eine Kinderbewahranstalt. Für seine Verdienste verlieh ihm die Stadt Plattling am 21. Mai 1901 die Ehrenbürgerschaft. Heute erinnert ein Denkmal vor dem Rathaus an ihn. Der Obere Teil des Stadtplatzes, eine Straße sowie die Realschule der Stadt tragen seinen Namen.
Ab 1901 war er Ehrenmitglied der katholischen Studentenverbindung KDStV Aenania München.

## Familie
Conrad heiratete am 4. Mai 1878 in München Christiane von und zu Arco-Zinneberg (1852–1923). Das Paar hatte 10 Kinder:
- Max Emanuel (1879–1913) ⚭ 1905 Ernestine Freiin Herring von Frankendorf (* 1885)
- Kaspar (1880–1918)
- Maria-Immakulata (* 1881)
- Anna (* 1882)
- Elisabeth (* 1883) ⚭ 1905 Ernst Graf von Harrach
- Josepha (* 1884)
- Mechthilde (* 1886) ⚭ 1909 Theodor Graf von Preysing-Lichtenegg (* 1884)
- Georg (1887–1924)

⚭ 1915 Anna Gräfin von und zu Lerchenfeld auf Köfering und Schönberg (1885–1916)
⚭ 1919 Prinzessin Gundelinde von Bayern (* 1891), Tochter von König Ludwig III.
- Johann (* 1889)
- Christoph (* 1891)